# Sam Esmail
Sam Esmail, född 1977, är en amerikansk manusförfattare. Hans genombrott var TV-serien Mr. Robot.

## Filmografi (i urval)
- 2015 – Mr. Robot (TV-serie)
- 2018 – Homecoming (TV-serie)
- 2023 – Leave the World Behind